# Refractòmetre d'Abbe

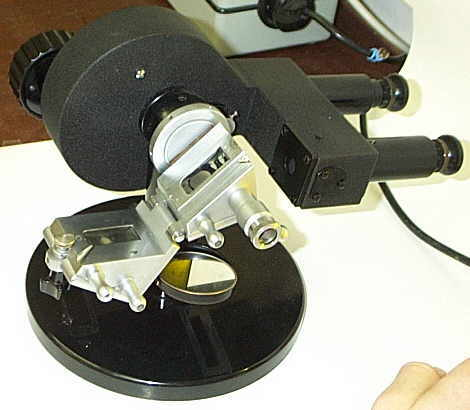
Refractòmetre d'Abbe obert

El refractòmetre d'Abbe és un refractòmetre emprat en la mesura de l'índex de refracció de líquids.
Aquest refractòmetre consta d'una semiesfera de vidre d'elevat índex de refracció; damunt del pla diametral situat horitzontalment s'hi diposita una gota del líquid del qual es vol determinar el seu índex de refracció; es fan incidir raigs de llum per sota de la semiesfera, de manera que si incideixen amb un angle superior a l'angle límit, o angle crític, es reflecteixen totalment i la seva direcció pot localitzar-se mitjançant un telescopi. Fou inventat per l'òptic alemany Ernst Abbe a finals del segle xix.